# David Lascher
David Scott Lascher (Scarsdale, 27 aprile 1972) è un attore statunitense.
È conosciuto principalmente per i suoi ruoli in Blossom e Sabrina - Vita da strega.

## Filmografia parziale
- Hey Dude (1989) (Serie TV)
- Gli amici di papà (Full House)  (1991) (Serie TV)
- Una famiglia come tante (1991) (Serie TV)
- Beverly Hills 90210 (1991-1992) (Serie TV)
- Una bionda per papà (1992) (Serie TV)
- Blossom - (Serie TV), 48 episodi (1992-1994)
- L'Albatross - Oltre la tempesta (1996)
- Ragazze a Beverly Hills (1996-1997) (Serie TV)
- L'atelier di Veronica (1998) (Serie TV)
- Due gemelle e una tata (1999) (Serie TV)
- Sabrina - Vita da strega - (Serie TV), 48 episodi (1999-2002)
- Al cuor non si comanda (Always and Forever) (2009) - Film TV, regia di Kevin Connor
- Melissa & Joey - (Serie TV), 3 episodi (2014)